# Leuctra sesvenna
Leuctra sesvenna är en bäcksländeart som beskrevs av Aubert 1953. Leuctra sesvenna ingår i släktet Leuctra och familjen smalbäcksländor. Inga underarter finns listade i Catalogue of Life.